# Aimé Deolet
Aimé Déolet (Poesele, 13 marzo 1906 – Deinze, 20 giugno 1986) è stato un ciclista su strada belga, professionista dal 1927 al 1930 e poi nuovamente come individuale nel biennio 1938-1939.
Nel 1929 arrivò terzo alla Parigi-Roubaix dietro i connazionali Charles Meunier e Georges Ronsse. In quell'occasione arrivò assieme agli altri due nel Velodromo di Roubaix ma una scivolata di Ronsse lo coinvolse dando via libera alla vittoria di Meunier.
In quello stesso anno fu secondo alla Parigi-Tours e quarto alla Parigi-Bruxelles. Prese parte anche al Tour de France dove dopo alcuni piazzamenti di tappa nei primi cinque fu costretto al ritiro.

## Palmarès
- 1928

Circuit du Midi
- 1929

Parigi-Rennes

### Altri successi
- 1929

Kermesse di Melsele

## Piazzamenti

### Grandi Giri
- Tour de France

1929: ritirato (9ª tappa)

### Classiche monumento
- Parigi-Roubaix

1929: 3º